# 東京熱辣椒
東京熱辣椒（學名：Capsicum annuum longum ‘Tokyo Hot'）是一種墨西哥雜交的一年生辣椒，和牛角椒同源。初生為綠色，成熟後為紅色。一般成熟的東京熱辣椒直徑大小為1-1.5厘米和鉛筆相當，可以生長到12厘米長。常用於泰國菜，墨西哥菜和日本菜中。

## 外部網站
- Hot Pepper Capsicum annuum 'Tokyo Hot' （页面存档备份，存于）